# Epicauta excavatifrons
Epicauta excavatifrons là một loài bọ cánh cứng trong họ Meloidae. Loài này được Maydell miêu tả khoa học năm 1934.